# Heterodactylus lundii
Heterodactylus lundii är en ödleart som beskrevs av  Johannes Theodor Reinhardt och LÜTKEN 1862. Heterodactylus lundii ingår i släktet Heterodactylus och familjen Gymnophthalmidae. Inga underarter finns listade i Catalogue of Life.